# Live Dates 2
Live Dates 2 je druhým koncertním albem rockové skupiny Wishbone Ash.  
Album bylo nahráno částečně mezi lety 1976 a 1980, včetně turné na podporu alba Just Testing. Dosáhlo 40. místa v hitparádě UK Albums Chart.
Prvních 25 000 kopií bylo vydáno jako dvojalbum, se šesti stopami navíc jako bonusy. Následující kopie alba obsahovaly pouze stopy 1 až 6. 
Obal obsahoval seznam stop společně s informací o místech, kde byly záznamy pořízeny:
Hull City Hall (Doctor)
Bristol Colston Hall (Living Proof, The Way Of The World)
Wolverhampton Civic Hall (Runaway, Helpless)
London Hammersmith Odeon (F.U.B.B.)
Stopy na straně 1 byly nahrány v roce 1980, na straně 2 v roce 1978. Data pro bonusy nejsou uvedeny.
Album bylo také vydáno na dvou samostatných LP s tituly Live Dates 2 a Live Dates 2, Additional Tapes.

## Seznam stop
Strana 1
1. "Doctor"   5:47
2. "Living Proof"   5:55
3. "Runaway"   3:15
4. "Helpless"   3:56

Strana 2
1. "F.U.B.B."  9:52
2. "The Way Of The World"   10:25

Strana 3
1. "Lorelei"   6:28
2. "Persephone"   8:38
3. "(In All of My Dreams) You Rescue Me"   6:59

Strana 4
1. "Time Was"   6:49
2. "Goodbye Baby, Hello Friend"   5:30
3. "No Easy Road"   7:20

## Obsazení
- Martin Turner -  baskytara, zpěv
- Andy Powell -  kytara, zpěv
- Laurie Wisefield -  kytara, zpěv
- Steve Upton -  bicí